# Helene Thomas Bennett
Helene Thomas Bennett (nacida como Helene Thomas Wendel, el 5 de julio de 1901 en Ratón, Nuevo México) fue una bacterióloga y empresaria que trabajó en Arizona. Abrió el Laboratorio Clínico Yuma en 1926, en Yuma, Arizona, que se convirtió en el segundo laboratorio más grande de su tipo en Arizona. Fue incluida póstumamente en el Salón de la Fama de las Mujeres de Arizona en 2011.

## Reseña biográfica
Nacida el 5 de julio de 1901 en Raton, Nuevo México, Helene era la mayor de los tres hijos de John y Katherine (Wendel) Thomas. Tenía solo seis años cuando su padre murió en un accidente de ferrocarril y poco después se mudó con su familia al medio oeste.
Helene realizó sus estudios en la Universidad Baker y en el Agricultural and Mechanical College en Las Cruces, Nuevo México. Después de eso, entró a la Universidad de Kansas, donde completó la licenciatura en química en 1922 y también recibió su maestría en bacteriología en esa misma institución en 1924.
De 1922 a 1942 estuvo de asistente en el State Food Chemist en Lawrence, Kansas y del primero de julio de 1924 a febrero de 1926, estuvo a cargo del laboratorio de salud del estado en Topeka, Kansas. Después de eso, fue a Yuma y creó Thomas Laboratory, donde ella y su madre fueron las fundadoras y dueñas.
El 8 de julio de 1927,  se unió en matrimonio con Ray Crawford Bennett de Oklahoma, un abogado de profesión. Tuvieron una. hija, Lou Helen. Ray Crawford Bennett es un veterano de la Guerra Mundial y es miembro de la Legión Americana.
Helene Thomas Bennett llegó a Yuma en 1926 con una maestría en bacteriología para comenzar un laboratorio médico. Pronto descubrió que el Concejo Municipal de Yuma se negó a proporcionar su equipo de laboratorio debido a una pelea que tuvieron con el Oficial de Salud de la Ciudad de Yuma. Sin desanimarse, Helene pidió prestados $ 200 a su madre y con el equipo donado por algunos médicos locales, abrió el Laboratorio Clínico Yuma, más tarde conocido como Thomas Laboratories. Eventualmente se convirtió en la segunda institución más grande de su tipo en Arizona.
Como empresaria inicial en una profesión inusual, Helene necesitaba algo más que habilidades de laboratorio mientras trabajaba para superar el antagonismo hacia las medidas de salud que luchó para implementar en Yuma. Por ejemplo, estaba horrorizada por los altos niveles de bacterias en la leche producida en una lechería local. La dueña de los lácteos presionó al periódico para que dejara de publicar los resultados de sus pruebas, por lo que los publicó en la ventana de su laboratorio donde todos pudieran verlos. Sus informes provocaron presiones públicas que resultaron en una inspección de los productos lácteos del empresario por parte del Comisionado Estatal de Productos Lácteos. Fue responsable de la aprobación de la primera ordenanza de la leche de Yuma para evitar la comercialización de leche sucia.[cita requerida]
Yuma tomó su suministro de agua del río Colorado, en ese momento contaminado con aguas residuales de los campistas y otras ciudades. Ella persuadió a la ciudad para que probara y clorara su agua, eliminando así los ataques anuales de fiebre tifoidea y disentería.

## Distinciones
- Salón de la fama de las mujeres de Arizona (2011)